# Natter (Schiff, 1864)
Die Natter war ein Schiff der Jäger-Klasse, einer Klasse von insgesamt fünfzehn Dampfkanonenbooten II. Klasse der Königlich Preußischen Marine, der Marine des Norddeutschen Bundes sowie der Kaiserlichen Marine.

## Bau und Dienstzeit
Die Natter wurde Mitte des Jahres 1859 bei der Wolgaster Werft Lübke in Auftrag gegeben und lief am 14. Februar 1860 vom Stapel. Während des Baus erhielt das Schiff werftintern den Namen Blitz, um einer Bestimmung der preußischen Zollbehörde hinsichtlich der aus dem Ausland bezogenen Bauteile zu entsprechen. Nach der Fertigstellung wurde die Natter zum Stützpunkt der Kanonenboote auf den Dänholm überführt und dort aufgeslipt.
Mit Ausbruch des Deutsch-Dänischen Krieges wurde die Natter am 1. März 1864 erstmals in Dienst gestellt und der II. Flottillen-Division zugeteilt. Wahrscheinlich übernahm sie die Funktion des Flaggschiffs der Flottille, nachdem eine Umgliederung erfolgte und die Kanonenboote I. Klasse (Camaeleon-Klasse) aus den Verbänden herausgelöst wurden. Eindeutige Quellen dafür liegen jedoch nicht vor. Mitte Oktober 1864 wurde die Natter wieder auf dem Dänholm eingemottet, ohne dass sie im vorangegangenen Krieg in Feindberührung gekommen war.
Erst knapp sechs Jahre später erfolgte der nächste Einsatz des Schiffes aufgrund des Deutsch-Französischen Krieges. Die Natter wurde am 24. Juli 1870 in Dienst gestellt und durch den Eider-Kanal in die Nordsee verlegt, wo sie der Verteidigung der Emsmündung diente. Nach Kriegsende wurde das Kanonenboot am 12. April 1871 in Wilhelmshaven außer Dienst gestellt. Im Folgejahr wurde es einer Grundreparatur unterzogen und modernisiert. Letztmals eingesetzt wurde das Schiff vom 16. April bis zum 15. September 1873 als Tender für das Artillerieschulschiff Renown.

## Verbleib
Die Natter wurde am 7. September 1880 aus der Liste der Kriegsschiffe gestrichen. Über ihre weitere Verwendung oder den Zeitpunkt der Abwrackung sind keine Angaben vorhanden.
Als Ersatz für die Natter wurde offiziell das 1883 gebaute Torpedoboot Jäger geführt.

## Kommandanten
| März 1864                        | Fähnrich zur See Karl von Eisendecher            |
| März bis September 1864          | Leutnant zur See II. Klasse Eduard Knorr         |
| September bis Oktober 1864       | Kapitänleutnant Georg Nürnberger                 |
| 24. Juli 1870 bis 12. April 1871 | Leutnant zur See Otto von Diederichs             |
| 16. April bis 15. September 1873 | Leutnant zur See Axel von Schwerin-Schwerinsburg |